# Haackgreerius miopus
Haackgreerius miopus är en ödleart som beskrevs av  Allen E. Greer och HAACKE 1982. Haackgreerius miopus ingår i släktet Haackgreerius och familjen skinkar. Inga underarter finns listade i Catalogue of Life.